# Карасевка (Єльниківський район)
Кара́севка (рос. Карасевка, ерз. Карасевка) — селище у складі Єльниківського району Мордовії, Росія. Входить до складу Новодівиченського сільського поселення.
Населення — 2 особи (2010; 4 у 2002).
Національний склад (станом на 2002 рік):
- росіяни — 100 %